# 45-та паралель південної широти
45-та паралель південної широти — лінія широти, що лежить на 45 градусів південніше земної екваторіальної площини.
45-ту паралель південної широти часто вказують як таку, що лежить на півшляху між екватором та Південним полюсом, проте насправді ця паралель проходить на 16,2 кілометри південніше 45-тої паралелі пд.ш. через те, що Земля має форму не ідеальної кулі, а геоїда, тобто має опуклість на екваторі та сплюснута з полюсів.
На відміну від свого північного аналога, 45-та паралель південної широти майже повністю (на 97 %) проходить через відкритий океан. Вона перетинає південну частину Атлантичного океану, Індійський океан, Австралазію (Нову Зеландію), Тихий океан та Південну Америку (Патагонію).
На цій широті під час літнього сонцестояння сонце видно 15 годин 37 хвилин, а під час зимового сонцестояння — 8 годин 48 хвилини.

## Список географічних об'єктів, що перетинає 45° пд. ш.
Починаючи з Гринвіцького меридіану та рухаючись на схід, 45-та паралель південної широти проходить через:
| Координати                                                  | Країна, територія або море | Примітки |
| ----------------------------------------------------------- | -------------------------- | --- |
| 45°0′ пд. ш. 0°0′ сх. д. / 45.000° пд. ш. 0.000° сх. д.     | Атлантичний океан          | |
| 45°0′ пд. ш. 20°0′ сх. д. / 45.000° пд. ш. 20.000° сх. д.   | Індійський океан           | |
| 45°0′ пд. ш. 147°0′ сх. д. / 45.000° пд. ш. 147.000° сх. д. | Тихий океан                | Тасманове море                                                                                                  |
| 45°0′ пд. ш. 167°8′ сх. д. / 45.000° пд. ш. 167.133° сх. д. | Нова Зеландія              | Проходить через Південний острів — північніше Оамару[en], Несбі[en], Кромвеля[en] та Квінстауна, через Бекс[en] |
| 45°0′ пд. ш. 171°6′ сх. д. / 45.000° пд. ш. 171.100° сх. д. | Тихий океан                | Проходить південніше острова Гуамблін[en], Чилі                                                                 |
| 45°0′ пд. ш. 74°23′ зх. д. / 45.000° пд. ш. 74.383° зх. д.  | Чилі                       | Айсен — проходить через острови Чонос (Джеймс[en], Мельчор[en]), протоку Мораледа[en] та вулкан Мака[en]        |
| 45°0′ пд. ш. 71°33′ зх. д. / 45.000° пд. ш. 71.550° зх. д.  | Аргентина                  | Чубут |
| 45°0′ пд. ш. 65°35′ зх. д. / 45.000° пд. ш. 65.583° зх. д.  | Атлантичний океан          | |